# Upplands runinskrifter 503
Upplands runinskrifter 503 är en runsten som står i Malmby, Närtuna socken och Norrtälje kommun i Uppland.

## Inskriften
Translitterering av runraden:
' ernfast ' uk + ernkautr ' lata ' sunʀ shunar ' reisa + stein × aftʀ + faþur + ... kitilfast '
Normalisering till runsvenska:
Ærnfastr ok Ærngautr lata, syniʀ Siggunnaʀ/Sigunnaʀ, ræisa stæin æftiʀ faður [sinn] Kætilfast.
Översättning till nusvenska:
Ärnfast och Ärngöt, Siggunns söner, låta resa stenen efter sin fader Kättilfast.

## Beskrivning
Stenen är av grå granit. Höjden är 2,07 meter, bredden 1,02 meter och tjockleken 0,25-0,35 meter. Den avsmalnar något uppåt. Runhöjden är 7-9 cm. Ytan är ganska slät. Stenen är dekorerad med ett ormmönster och ett kors. Något nedanför och till höger om rundjurets huvud finns en stor valk i stenen. Det är tydligt att denna har funnits då stenen ristades, eftersom ristningslinjer förekomma även i fördjupningarna. Ristningen är i stort sett tydlig och väl bevarad.
Vid det närbelägna Ubby står en sten, U 504, som Kättilfast har rest efter fadern Åsgöt. Inskriften ger ett exempel på "namnvariation" - en germansk namngivningsprincip som innebar att ett led av faderns namn ingick i sonens namn. Här har dessutom den andre sonen fått ett namn där ett led av farfaderns namn ingick. Efter en normal beräkning, med en generations tid på omkring 30 år, mellan de båda runristningarna. Om U 504 har tillkommit omkring 1025-1030, bör U 503 härröra från omkring 1055—60.
Ristningen är osignerad men den är troligtvis ristad av Visäte. Det är tolkningen av detaljer i ornamentiken och runornas former.
I närheten står också ytterligare en rest sten. Den har en tydligt avslagen överyta. Stenens ena sida verkar ha varit plan och kan tänkas ha haft runinskrift, men någon sådan är nu ej synlig.